# Bathyschraderia fragilis
Bathyschraderia fragilis är en kräftdjursart. Bathyschraderia fragilis ingår i släktet Bathyschraderia och familjen Lysianassidae. Inga underarter finns listade i Catalogue of Life.